# Stazione di Domodossola
Stazione di Domodossola vasútállomás Olaszországban, Domodossola településen.

## Vasútvonalak
Az állomást az alábbi vasútvonalak érintik:
- Simplon-vasútvonal
- Domodossola-Novara-vasútvonal
- Domodossola–Milánó-vasútvonal

## Kapcsolódó állomások
A vasútállomáshoz az alábbi állomások vannak a legközelebb:
- Stazione di Beura-Cardezza (Stazione di Milano Centrale, Domodossola–Milánó-vasútvonal)
- Stazione di Villadossola
- Stazione di Preglia (Simplon-vasútvonal)